# Стергіс (Мічиган)
Стергіс (англ. Sturgis) — місто (англ. city) в США, в окрузі Сент-Джозеф штату Мічиган. Населення — 11 082 особи (2020).

## Географія
Стергіс розташований за координатами 41°48′1″ пн. ш. 85°25′5″ зх. д. / 41.80028° пн. ш. 85.41806° зх. д. (41.800239, -85.418157).  За даними Бюро перепису населення США в 2010 році місто мало площу 16,82 км², з яких 16,82 км² — суходіл та 0,00 км² — водойми.

## Демографія
Згідно з переписом 2010 року, у місті мешкали 10 994 особи в 4088 домогосподарствах у складі 2632 родин. Густота населення становила 654 особи/км².  Було 4595 помешкань (273/км²).
Расовий склад населення:
| - 80,6 % — білих - 1,4 % — чорних або афроамериканців - 0,9 % — азіатів - 0,3 % — корінних американців - 13,6 % — осіб інших рас |

До двох чи більше рас належало 3,2 %. Частка іспаномовних становила 22,8 % від усіх жителів.
За віковим діапазоном населення розподілялося таким чином: 30,0 % — особи молодші 18 років, 57,4 % — особи у віці 18—64 років, 12,6 % — особи у віці 65 років та старші. Медіана віку мешканця становила 32,3 року. На 100 осіб жіночої статі у місті припадало 89,8 чоловіків;  на 100 жінок у віці від 18 років та старших — 85,5 чоловіків також старших 18 років.
Середній дохід на одне домашнє господарство  становив 48 156 доларів США (медіана — 36 293), а середній дохід на одну сім'ю — 53 874 долари (медіана — 44 375). Медіана доходів становила 36 341 долар для чоловіків та 28 285 доларів для жінок. За межею бідності перебувало 23,4 % осіб, у тому числі 35,5 % дітей у віці до 18 років та 11,6 % осіб у віці 65 років та старших.
Цивільне працевлаштоване населення становило 4478 осіб. Основні галузі зайнятості: виробництво — 39,8 %, освіта, охорона здоров'я та соціальна допомога — 14,9 %, роздрібна торгівля — 9,0 %, мистецтво, розваги та відпочинок — 8,4 %.